# Jam Master Jay
Jason William Mizell (21 de enero de 1965-30 de octubre de 2002), más conocido por su nombre artístico Jam Master Jay, fue un músico y Dj estadounidense; fundador y DJ del grupo de hip hop Run-D.M.C.
Durante la década de 1980, Run-D.M.C. se convirtió en uno de los grupos de hip hop más grandes y se les atribuye la ruptura del hip hop en la música principal.

## Primeros años
Jason Mizell nació en Brooklyn, ciudad de Nueva York, hijo de Jesse Mizell y Connie Thompson Mizell (más tarde Connie Mizell-Perry).
A los 3 años, Jason comenzó a tocar la trompeta. Aprendió a tocar el bajo, la guitarra y la batería. Actuó en su iglesia y en varias bandas antes de descubrir el turntablism.
Después de que él y su familia se mudaron a Hollis, Queens, Nueva York en 1975, descubrió los tocadiscos y comenzó a DJing a la edad de 13 años. 
Durante un tiempo, vivió en Atlantic City, Nueva Jersey, donde el pionero del torntablism DJ Def Lou Hauck
le enseñó a «cruzar».
Aprendió rápidamente debido a su experiencia musical y después de un año de DJing sintió que era lo suficientemente bueno para tocar delante de la gente.
Originalmente se hacía llamar Jazzy Jase, asistió a la escuela secundaria Andrew Jackson High School
en Queens.

## Carrera
Jay había tocado el bajo y la batería en varias bandas antes de unirse a Run DMC. En todos sus álbumes a partir de Raising Hell, tocaba los teclados, bajo y percusión orgánica, además de manejar los platos de DJ.
Mizell y los otros dos miembros de Run-DMC, DMC y DJ Run, eran nativos del barrio negro de clase media de Queens. La típica forma de vestir de Run-DMC (casacas de cuero y ropa deportiva Adidas con rayas), estaba sacada del estilo personal de Jay. Esta indumentaria se puede ver en varios de sus videoclips y en la película Tougher Than Leather, de 1988, en la que Jam Master Jay se interpreta a sí mismo.
En 1989, Mizell fundó el sello discográfico Jam Master Jay Records, que logró un gran éxito en 1993 con la banda de hardcore rap Onyx. También fue él quien conectó a Chuck D con Rick Rubin, director de Tougher than Leather y cofundador de la discográfica Def Jam (el otro cofundador de Def Jam, Russell Simmons, es el hermano de DJ Run). En los noventa, Mizell sufrió los efectos de un grave accidente de coche y un tiroteo. A finales de los noventa, la banda se reformó, grabó Crown Royal y giró con Aerosmith. Mizell mantuvo su residencia habitual en su barrio natal durante toda su vida. Fundó la Scratch DJ Academy en Manhattan para jóvenes interesados en el trabajo de DJ.
También trabajó con la estrella de hip hop 50 Cent, quien gracias a él obtuvo fama de sus canciones.

## Asesinato
El miércoles 30 de octubre de 2002, a las 7:30 p. m., una persona desconocida disparó fatalmente a Mizell en un estudio de grabación de Merrick Boulevard, en Jamaica, Queens. La otra persona en la habitación, Urieco Rincón, recibió un disparo en el tobillo.

Tras su muerte, varios artistas expresaron su dolor por la pérdida en la comunidad hip hop y lo recordaron por su influencia en la música y el género. 
Mizell fue enterrado en el cementerio Ferncliff en Hartsdale, Nueva York.
Al conocer su muerte, su compañero DMC quiso destacar su influencia sobre otros DJs declarando públicamente: 

He made every DJ not want to use a DAT machine. He stuck to the true essence of what a DJ in a hip-hop performance should be.
Consiguió que ningún DJ quisiera usar una máquina DAT. Mantuvo la verdadera esencia de lo que debe ser un DJ en una actuación de hip hop.
Darryl McDaniels (D.M.C)